# H.323
H.323 is een standaard van de International Telecommunication Union. H.323 maakt het mogelijk om multimedia-communicatie tot stand te brengen, waaronder audio, video of andere datacommunicatie. Het protocol wordt door diverse internetapplicaties gebruikt, zoals door NetMeeting. Daarnaast vindt het veelvuldig zijn toepassing in IP-gebaseerde videoconferentie. Functioneel is het vergelijkbaar met SIP.